# River (miniserie televisiva)
River è una miniserie televisiva britannica del 2015 in 6 episodi, trasmessa dalla BBC One a partire dal 13 ottobre 2015. In Italia la serie è stata resa disponibile dal servizio Netflix a partire dal 10 giugno 2016.

## Trama
Londra: il detective John River è ossessionato dalla visione della sua collega di polizia Jackie "Stevie" Stevenson, recentemente uccisa, mentre attraversava la strada, da un misterioso individuo all'interno di un'auto. River parla di continuo con la defunta, con la quale aveva una stretta relazione affettiva, anche in presenza di colleghi e passanti, che lo giudicano svitato; viene mandato da una psichiatra del dipartimento, con la minaccia di venire congedato se non dovesse superare le prove di idoneità. Non solo, River vede anche altre persone defunte, che rimangono "vicino a lui" fin quando non riesce a risolvere i loro casi.

## Episodi
| n° | Titolo originale | Titolo italiano | Prima TV UK      | Pubblicazione Italia |
| -- | ---------------- | --------------- | ---------------- | -------------------- |
| 1  | Episode 1        | Episodio 1      | 13 ottobre 2015  | 10 giugno 2016       |
| 2  | Episode 2        | Episodio 2      | 20 ottobre 2015  | 10 giugno 2016       |
| 3  | Episode 3        | Episodio 3      | 27 ottobre 2015  | 10 giugno 2016       |
| 4  | Episode 4        | Episodio 4      | 3 novembre 2015  | 10 giugno 2016       |
| 5  | Episode 5        | Episodio 5      | 10 novembre 2015 | 10 giugno 2016       |
| 6  | Episode 6        | Episodio 6      | 17 novembre 2015 | 10 giugno 2016       |

## Trama Episodi

### Episodio 1.1
- Diretto da: Richard Laxton
- Scritto da: Abi Morgan

Il detective John River fa fatica a riprendersi dalla morte della sua collega Jackie "Stevie" Stevenson, le cui indagini sono ancora in corso. Taciturno e solitario, ha come unica compagnia lo “spirito” delle vittime a cui promette giustizia, compreso lo spirito di Stevie che sembra essere la morte che più lo tormenta. Manifestazione più psicologica che soprannaturale, questi lo guidano nei successivi passi dell’indagine. 

### Episodio 1.2
- Diretto da: Richard Laxton
- Scritto da: Abi Morgan

Ancora tormentato dal bisogno di rendere giustizia a Stevie, River si scontra con la famiglia di questa che lo esclude dalla veglia funebre. La famiglia, con svariati problemi legali alle spalle e che aveva un rapporto complicato con la defunta, comunica a River l’intenzione di procedere per vie traverse nella ricerca della verità. Nel frattempo muore uno dei sospettati dell’omicidio, Riley, che si manifesta al detective proclamando la sua innocenza ed esortandolo a trovare il vero assassino. Nel frattempo deve affrontare pressioni al lavoro, dove il suo stato mentale pone una minaccia al suo impiego futuro. 

### Episodio 1.3
- Diretto da: Tim Fywell
- Scritto da: Abi Morgan

A causa del report psichiatrico pendente, River deve essere cauto nelle sue indagini non ufficiali riguardo alla morte di Stevie. La sua precaria situazione psicologica mette a rischio anche la relazione con la sua nuova collega, Ira. Il fratello di Stevie viene sospettato, grazie a dei messaggi trovati in un secondo telefono della donna di cui River non conosceva l’esistenza. Nel frattempo, si indaga sulla misteriosa morta di un capocantiere.

### Episodio 1.4
- Diretto da: Richard Laxton
- Scritto da: Abi Morgan

L’investigazione assume una nuova piega quando delle telecamere di sorveglianza e i registri telefonici rivelano una fitta rete di interazioni tra Stevie e un giovane somalo clandestino, proprietario dell’auto utilizzata per l’omicidio. Sfortunatamente, il giovane viene ucciso prima di essere preso in custodia dalla polizia.  River viene invitato a sessioni di terapia psicologica specifiche per persone che ‘sentono le voci’. 

### Episodio 1.5
- Diretto da: Richard Laxton
- Scritto da: Abi Morgan

L’investigazione si espande e porta River nel giro dell’immigrazione clandestina, che comprende giudici corrotti e documenti illegali. Viene arrestato un uomo di origine Moldava, Fedor, che si pensa sia stato pagato per uccidere Haider, il somalo che aiutava Stevie nelle indagini. 

### Episodio 1.6
- Diretto da: Richard Laxton
- Scritto da: Abi Morgan

È ormai chiaro che la morte di Stevie può essere ricondotta all’investigazione sull’immigrazione illegale e che suo fratello è molto più coinvolto di quello che poteva sembrare. Nell’ultimo episodio della serie, tutti i pezzi del puzzle sembrano trovare la loro posizione e il sistema di corruzione sembra arrivare in posti inaspettati. 